# Rali da Costa do Marfim
Rali da Costa do Marfim (Rallye Côte d'Ivoire) foi uma das etapas do Campeonato Mundial de Rali (WRC).
Com as suas condições duras e a competitividade muito cerrada entre pilotos, são os factores comuns a outros ralis disputados no mesmo continente.
Fez parte do WRC para o mundial de pilotos e construtores de 1978 a 1981, e fez apenas parte do mundial de pilotos em 1977 e de 1982 a 1992.
Em 2006, o evento fez parte do Campeonato Africano de Rali, mas retirado em 2007, devido às avaliações feitas por parte dos observadores da FIA.

## Vencedores
| Ano        | Evento                                      | Vencedore(s)                       | Carro                             |
| ---------- | ------------------------------------------- | ---------------------------------- | --------------------------------- |
| 1969       | 1ère Rallye Bandama                         | Marc Gérenthon Hélène Gérenthon    | Renault 8 Gordini                 |
| 1970       | 2ème Rallye Bandama                         | Hans Schuller Grassiot             | Datsun 1600 SSS                   |
| 1971       | 3ème Rallye Bandama                         | Bob Neyret Jacques Terramorsi      | Peugeot 504                       |
| 1972       | 4ème Rallye Bandama                         | sem vencedores                     |                                   |
| 1973       | 5ème Rallye Bandama                         | Edgar Herrmann Hans Schuller       | Datsun 180B SSS                   |
| 1974       | 6ème Rallye Bandama                         | Timo Mäkinen                       | Peugeot 504                       |
| 1975       | 7ème Rallye Bandama                         | Bernard Consten Flocon             | Peugeot 504                       |
| 1976       | 8ème Rallye Bandama                         | Timo Mäkinen Henry Liddon          | Peugeot 504 V6                    |
| 1977       | 9ème Rallye Bandama Côte d'Ivoire           | Andrew Cowan Johnstone Syer        | Mitsubishi Colt Lancer            |
| 1978       | 10ème Rallye Bandama Côte d'Ivoire          | Jean-Pierre Nicolas Michel Gamet   | Peugeot 504 V6 Coupé              |
| 1979       | 11ème Rallye Côte d'Ivoire                  | Hannu Mikkola Arne Hertz           | Mercedes 450 SLC 5.0              |
| 1980       | 12ème Rallye "Marlboro" Côte d'Ivoire       | Björn Waldegård Hans Thorszelius   | Mercedes 500 SLC                  |
| 1981       | 13ème Rallye "Marlboro" Côte d'Ivoire       | Timo Salonen Seppo Harjanne        | Datsun Violet GT                  |
| 1982       | 14ème Rallye "Marlboro" Côte d'Ivoire       | Walter Röhrl Christian Geistdörfer | Opel Ascona 400                   |
| 1983       | 15ème Rallye "Marlboro" Côte d'Ivoire       | Björn Waldegård Hans Thorszelius   | Toyota Celica TCT                 |
| 1984       | 16ème Rallye "Marlboro" Côte d'Ivoire       | Stig Blomqvist Björn Cederberg     | Audi Sport Quattro                |
| 1985       | 17ème Rallye "Marlboro" Côte d'Ivoire       | Juha Kankkunen Fred Gallagher      | Toyota Celica TCT                 |
| 1986       | 18ème Rallye "Marlboro" Côte d'Ivoire       | Björn Waldegård Fred Gallagher     | Toyota Celica TCT                 |
| 1987       | 19ème Rallye "Marlboro" Côte d'Ivoire       | Kenneth Eriksson Peter Diekmann    | Volkswagen Golf GTI 16V           |
| 1988       | 20ème Rallye "Marlboro" Côte d'Ivoire       | Alain Ambrosino Daniel Le Saux     | Nissan 200SX                      |
| 1989       | 21ème Rallye "Marlboro" Côte d'Ivoire       | Alain Oreille Gilles Thimonier     | Renault 5 GT Turbo                |
| 1990       | 22ème Rallye "Viking" Côte d'Ivoire Bandama | Patrick Tauziac Claude Papin       | Mitsubishi Galant VR-4            |
| 1991       | 23ème Rallye "Viking" Côte d'Ivoire Bandama | Kenjiro Shinozuka John Meadows     | Mitsubishi Galant VR-4            |
| 1992       | 24ème Rallye "Viking" Côte d'Ivoire Bandama | Kenjiro Shinozuka John Meadows     | Mitsubishi Galant VR-4            |
| 1993       | 25ème Rallye Côte d'Ivoire Bandama          | Patrice Servant Thierry Brion      | Audi Quattro S2                   |
| 1994       | 26ème Rallye Côte d'Ivoire Bandama          | Patrice Servant Thierry Brion      | Audi Quattro S2                   |
| 1996       | 27ème Rallye "Marlboro" Côte d'Ivoire       | Alain Ambrosino Alain Florentin    | Mitsubishi Lancer Evo3 "Marlboro" |
| 1997       | 28ème Rallye Côte d'Ivoire Bandama          | Alain Ambrosino Alain Florentin    | Mitsubishi Lancer Evo3            |
| 1998       | 29ème Rallye Côte d'Ivoire Bandama          | Patrice Servent Alain Florentin    | Peugeot 106                       |
| 1999       | 30ème Rallye Côte d'Ivoire Bandama          | Marc Molinié Christian Tribout     | Toyota Celica                     |
| 2001       | 31ème Rallye Côte d`Ivoire Bandama          | Tom Colsoul Bob Colsoul            | Mitsubishi Lancer Evo6            |
| 2003       | 32ème Rallye Côte d`Ivoire Bandama          | Fané Bakary Konan Clément          | Subaru Impreza                    |
| 2005       | 33ème Rallye Côte d`Ivoire Bandama          | Fané Bakary Konan Clément          | Subaru Impreza                    |
| 2006       | 34ème Rallye Côte d’Ivoire Bandama          | Patrick Emontspool Alain Robert    | Subaru Impreza                    |
| 2007- 2008 | não realizado                               | não realizado                      | não realizado                     |
| 2009       | 35ème Rallye Côte d'Ivoire Bandama          | Moriféré Soumaoro Philippe Garcia  | Mitsubishi Lancer Evolution IX    |
| 2010       | 36ème Rallye Côte d'Ivoire Bandama          | Rali cancelado                     | Rali cancelado                    |
| 2011       | 37ème Rallye Côte d'Ivoire Bandama          | Moriféré Soumaoro Philippe Garcia  | Mitsubishi Lancer Evolution IX    |
| 2012       | 38ème Rallye Côte d'Ivoire Bandama          | Moriféré Soumaoro Philippe Garcia  | Mitsubishi Lancer Evolution IX    |
| 2013       | 39ème Rallye Côte d'Ivoire Bandama          | Bakary Fane Moussa Fane            | Subaru Impreza WRX STi            |
| 2014       | 40ème Rallye Côte d'Ivoire Bandama          | Gary Chaynes Romain Comas          | Mitsubishi Lancer Evolution IX    |
| 2015       | 41ème Rallye Côte d'Ivoire Bandama          | Gary Chaynes David Israel          | Mitsubishi Lancer Evolution IX    |
| 2016       | 42ème Rallye Côte d'Ivoire Bandama          | Gary Chaynes David Israel          | Mitsubishi Lancer Evolution IX    |
| 2017       | 43ème Rallye Côte d'Ivoire Bandama          | Moriféré Soumaoro Romain Comas     | Mitsubishi Lancer Evolution X     |
| 2018       | 44ème Rallye Côte d'Ivoire Bandama          | Gary Chaynes Didier Le Borgne      | Mitsubishi Lancer Evolution X     |
| 2019       | 45ème Rallye Côte d’Ivoire Bandama          | Manvir Baryan Drew Sturrock        | Škoda Fabia R5                    |